# Aleksandr Turincew
Aleksandr Aleksandrowicz Turincew, ros. Александр Александрович Туринцев (ur. 15 kwietnia?/27 kwietnia 1896 w Puszkinie, zm. 25 grudnia 1984 w Paryżu) – rosyjski duchowny 
prawosławny, emigracyjny pisarz, poeta i publicysta, krytyk literacki, śpiewak i tancerz, działacz społeczno-kulturalny.

## Życiorys
W 1914 roku ukończył gimnazjum we Włodzimierzu, po czym rozpoczął studia prawnicze na uniwersytecie w Moskwie. Podczas nauki pisał wiersze, opublikowane w 1915 roku w czasopiśmie literackim „Ogoniok”. W 1916 roku został zmobilizowany do armii rosyjskiej. Służył w stopniu podporucznika, a następnie porucznika w jednej z brygad artylerii. Po ukończeniu kursu wojskowego otrzymał stopień kapitana. Służył następnie w dywizjonie artylerii konnej. W 1918 roku pracował w Konsumenckim Związku Kooperacji we Włodzimierzu. W styczniu 1919 roku zmobilizowano go do wojsk bolszewickich. W maju tego roku zdezerterował, przechodząc do Armii Północno-Zachodniej gen. Nikołaja Judenicza. Na początku 1920 roku przedostał się do Polski, gdzie w czerwcu tego roku wstąpił do Rosyjskiej Ludowej Armii Ochotniczej generała Stanisława Bułak-Bałachowicza. Po jej klęsce został internowany w obozie w Różanach, gdzie redagował gazetkę „Don”. Zaangażował się w działalność Ludowego Związku Obrony Ojczyzny i Wolności Borisa Sawinkowa. Pisał artykuły do pisma „Za swobodu!”. Po wypuszczeniu z obozu pracował w firmie transportowej. Dorabiał też jako tancerz i śpiewak. Wszedł w skład warszawskiej grupy poetyckiej „Tawierna poetow”. Wiosną 1922 roku wyjechał do Czechosłowacji. W tym samym roku współtworzył grupę poetycką „Skit poetow”. W 1925 roku ukończył rosyjskie kursy prawnicze. Podczas nauki działał w Związku Studentów Rosyjskich, redagując organ prasowy „Za czertoj” oraz Stowarzyszeniu Rosyjskich Emigracyjnych Organizacji Studenckich. Od listopada 1925 roku był członkiem Związku Rosyjskich Pisarzy i Dziennikarzy w Czechosłowacji. Kontynuował pisanie wierszy. Był też autorem licznych artykułów i recenzji literackich w prasie emigracyjnej (m.in. pisma „Zapiski nabludatiela”, „Swoimi putiami”, „Studienczeskije gody”, „Opyt”, „Wiorsty”, „Wola Rossii”, „Dni”, „Poslednije nowosti”). W 1926 roku zamieszkał w Paryżu. Pracował w atelier fotograficznym. Ukończył wyższą szkołę nauk społecznych, zaś w 1931 roku prawosławny instytut teologiczny. Śpiewał w chórze Monastyru Siergijewskiego. Od 1932 roku występował w Operze Rosyjskiej, zaś od 1934 roku w zespole wokalnym. Popularyzował idee głoszone przez teologa prawosławnego ojca Siergieja Bułgakowa. W 1948 roku został diakonem. W 1949 roku przyjął święcenia duchowne w Rosyjskiej Prawosławnej Cerkwi Patriarszej. Następnie pełnił funkcję zastępcy, zaś od 1954 roku proboszcza Monastyru Św. Trójcy w Paryżu. W latach 50. był sekretarzem Rady Eparchialnej. W 1955 roku został protojerejem. W tym samym roku uczestniczył w zjeździe duchowieństwa Zachodnioeuropejskiego Egzarchatu Rosyjskiej Prawosławnej Cerkwi Patriarszej. W 1961 roku został proboszczem Soboru Św. Trójcy. W 1966 roku przyjął francuskie obywatelstwo. Do 1968 roku pełnił funkcję proboszcza Cerkwi Uspienskiej pod Paryżem. Wydawał pisma „Listok woskriesnogo cztienija” i „Cerkownyje biesiedy”. Napisał książkę pt. „Razjasnienije woskriesnych i prazdnicznych jewangielskich cztienij”. Wielokrotnie odwiedzał ZSRR. Jego biblioteka (ponad 1,5 tys. publikacji) i osobiste archiwum zostały pośmiertnie przekazane w 1999 roku do Rosji.